# 阿剌不花 (参知政事)
阿剌不花（?—?），元朝大臣，元惠宗时参知政事。
至正五年（1345年），贺太平担任宣徽院使。宣徽管理飲膳，太平取簿查閱，只有太常禮儀使阿剌不花清廉一無所取，太平告知惠宗，請擢升为近職，加以厚賜。至正八年（1348年）七月丙辰，以阿剌不花為大司徒。至正二十七年（1367年）九月，惠宗命太保、右丞相也速統領軍馬，分省山東；沙藍答里为中書左丞相、知樞密院，分省大同。以哈剌那海為大同分省平章，阿剌不花為參知政事。又设置分省於冀寧路，升冀寧总管為參政，鑄印赐與，凡事必先要咨询大同分省而後施行。